# Адлерберг, Владимир Васильевич
Граф Влади́мир Васи́льевич А́длерберг (26 июня 1872, Гатчина — 20 июня 1944, Париж) — русский полковник, герой русско-японской войны; брат петроградского губернатора Александра Адлерберга.

## Биография
Сын коллежского советника графа Василия Владимировича Адлерберга (1827—1905) от брака его с Екатериной Густавовной Кнорринг (1837—1909). Внук генерала от инфантерии графа Владимира Фёдоровича Адлерберга.
Окончил Пажеский корпус (1892), был выпущен корнетом в Уланский Её Величества лейб-гвардии полк. Чины: поручик (1896), штабс-ротмистр (1901), есаул (1904), подполковник (1904), полковник (за отличие, 1912).
В 1898—1901 годах находился в запасе. Затем служил обер-офицером для особых поручений при военном министре.
Участвовал в русско-японской войне: служил адъютантом при главнокомандующем на Дальнем Востоке (1904—1905), адъютантом командующего 1-й Маньчжурской армией (1905). Был награждён Золотым оружием «За храбрость».
В 1906 году был прикомандирован к канцелярии Военного министерства, со следующего года состоял по Военному министерству. В Первую мировую войну командовал 3-м сводным Кубанским полком Кубанского войска (с 1916).
После революции эмигрировал во Францию. Жил в Париже, в 1920-е годы вместе со второй женой основал русский дом белья «Адлерберг». С 1943 года состоял членом Союза ревнителей памяти императора Николая II.
Умер в 1944 году в Париже. Похоронен на кладбище Сент-Женевьев-де-Буа.

## Семья

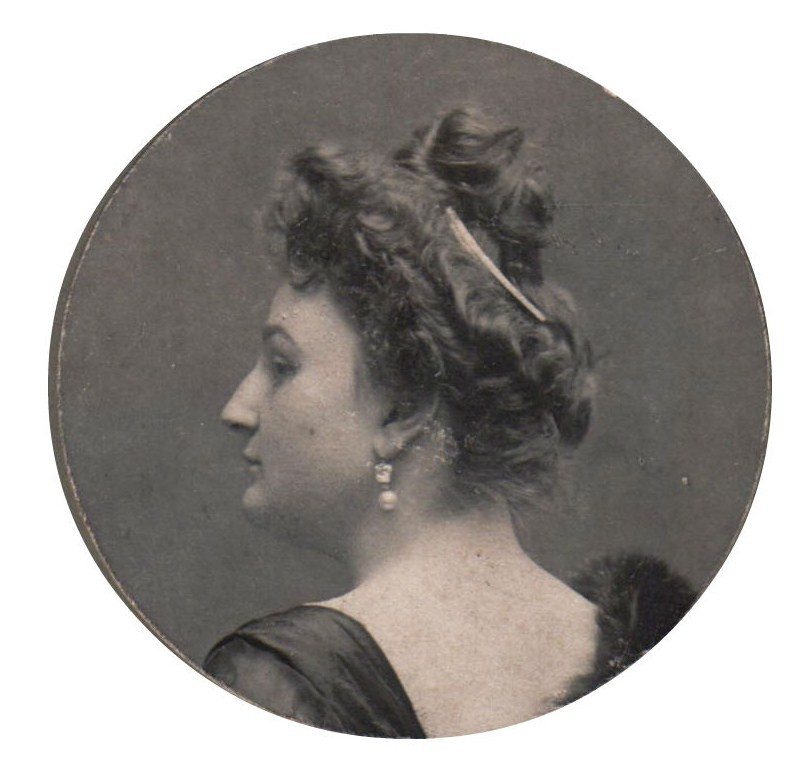
Евгения Николаевна, 1-я жена

Первая жена (с 1899 года) — двоюродная племянница Евгения Николаевна Адлерберг (1873—18.04.1916), дочь генерала Николая Александровича Адлерберга от брака с Евгенией Александровной Галл. С 1891 года состояла фрейлиной двора; в первом браке (с 1894) была замужем за Петром Гавриловичем Гардениным, с которым развелась в 1897 году. В 1910-х годах графиня Адлерберг жила одна в Милане, где вела «беспорядочный образ жизни» и была «ярой морфинисткой». Умерла в Петербурге от хронического миокардита, похоронена в Троице-Сергиевой пустыни. Брак был бездетным.
Вторая жена — Любовь Владимировна Егорова (1890—1963), портниха и модельер. В эмиграции жила во Франции, где работала портнихой во французском доме белья. Разрабатывала модели шелкового белья. Член правления Содружества помощи больным туберкулезом. После закрытия дома «Адлерберг» стала монахиней в миру, шила рясы русским священникам. С 1943 года член Общества ревнителей памяти императора Николая II. Похоронен на кладбище Сент-Женевьев-де-Буа.

## Награды
- Орден Святой Анны 3-й ст. с мечами и бантом (1904);
- Орден Святого Станислава 2-й ст. с мечами (1904);
- Орден Святой Анны 4-й ст. (1904);
- Орден Святой Анны 2-й ст. с мечами (1905);
- Золотое оружие «За храбрость» (ВП 16.02.1907);
- Орден Святого Владимира 4-й ст. с мечами и бантом (1915).